# Oxyaciura
Oxyaciura is een geslacht van insecten uit de familie van de Boorvliegen (Tephritidae), die tot de orde tweevleugeligen (Diptera) behoort.

## Soort
- O. tibialis (Robineau-Desvoidy, 1830)